# Reclame

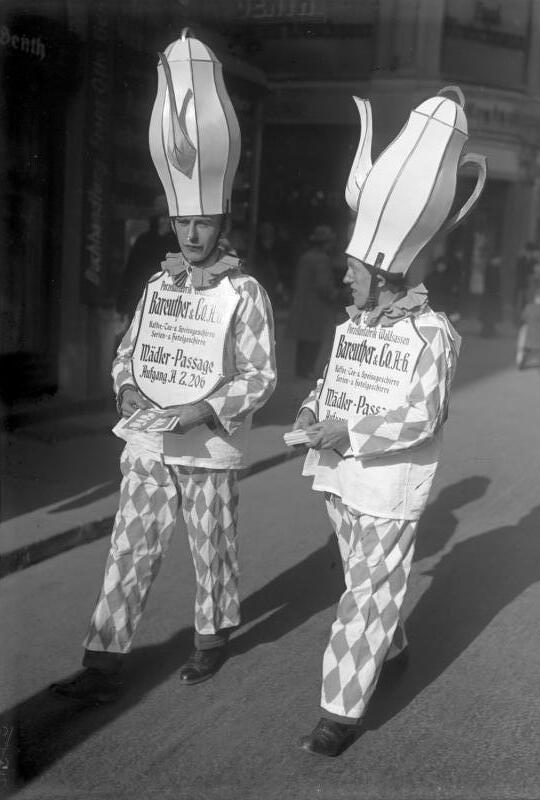
Reclame, maart 1932

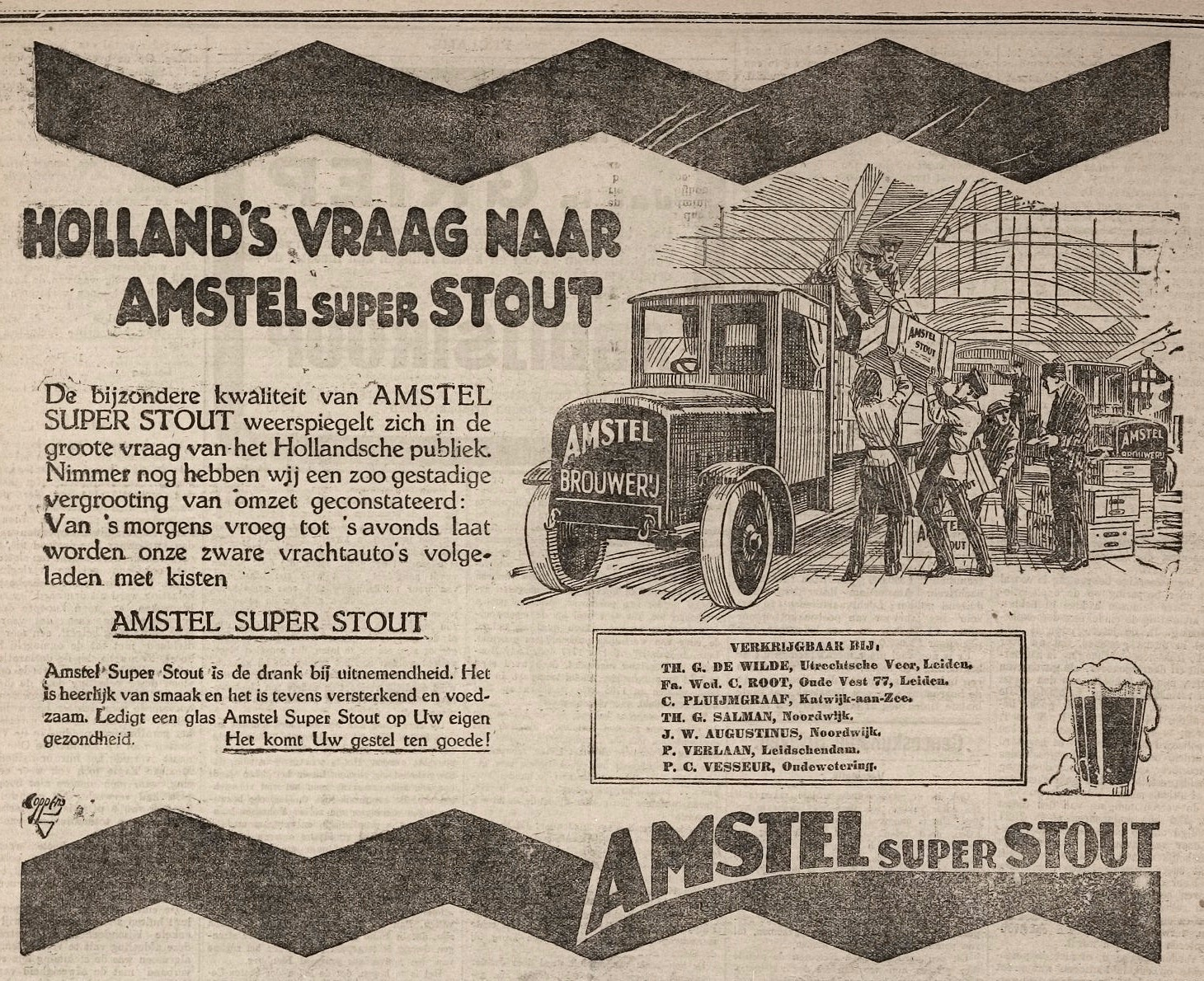
Reclame voor Amstel Super Stout, 1922

Reclame is een vorm van communicatie met het doel potentiële klanten over te halen tot aanschaf van producten en diensten. Veel reclame is dan ook bedoeld om consumptie te bevorderen door het creëren en versterken van een merkimago en getrouwheid aan een merk.
Het is ook het promoten van een product, dienst, bedrijf of idee door middel van een veelal gesponsorde boodschap.

## Geschiedenis
Reclame bestond al ten tijde van het Romeinse Rijk: er zijn reclameboodschappen teruggevonden in de ruïnes van Pompeï. In de commercieel succesvolle Gouden Eeuw werd in Nederland ook al reclame gemaakt in kranten. Het eerste reclamebureau werd in 1843 door Volney Palmer in Philadelphia opgericht. Het allereerste reclamebureau in Nederland werd gevestigd in 1846 in Rotterdam en heette Nijgh en Van Ditmar.
Bij het ontstaan van de moderne industriële maatschappij werd een snelle verkoop van grote aantallen gelijke producten economisch aantrekkelijk. Reclame, en in een breder verband marketing, maakte dit mogelijk. Daarmee versterkten zij in niet geringe mate de verdere groei van de industriële maatschappij, en leidden volgens velen tot het ontstaan van consumentisme: het zinloze bevredigen van onechte wensen die door de industrie zijn aangepraat. Reclame werd, vooral na de Tweede Wereldoorlog, een zeer dominante factor in kapitalistisch georiënteerde economieën. Tegen reclame is ook van meet af aan bezwaar gemaakt, het sterkst nog aan het eind van de jaren zestig, toen ook de soms vergaande listen van reclamemakers werden doorzien, door onder meer Vance Packard die daarover enkele boeken schreef. Reclamemakers werd gewetenloosheid verweten, omdat zij altijd bereid leken om reclame voor welk product dan ook te maken, op welke manier dan ook. Zo werd er jarenlang reclame gemaakt voor sigaretten met de bewering dat roken gezond zou zijn; of dat suikerhoudende producten gezond zouden zijn. Er ontstond echter ook een beweging voor 'eerlijke' reclame.

## Doel
Het primaire doel is onderwerp van veel discussie. Een school van deskundigen stelt dat het primair gaat om te zorgen voor bekendheid. Een andere school van deskundigen stelt: het uiteindelijke doel van reclame is, door middel van gerichte publiciteitsacties, gedragsverandering van mensen te bewerkstelligen en ze aan te zetten tot een actie die financiële of andere voordelen heeft voor de sponsor van de reclame. Concreet kan dit zijn: consumenten overhalen tot het kopen van een bepaald product, de naamsbekendheid van een merk vergroten, zwevende kiezers in de aanloop naar verkiezingen overhalen om op een bepaalde partij te stemmen.

## Werking

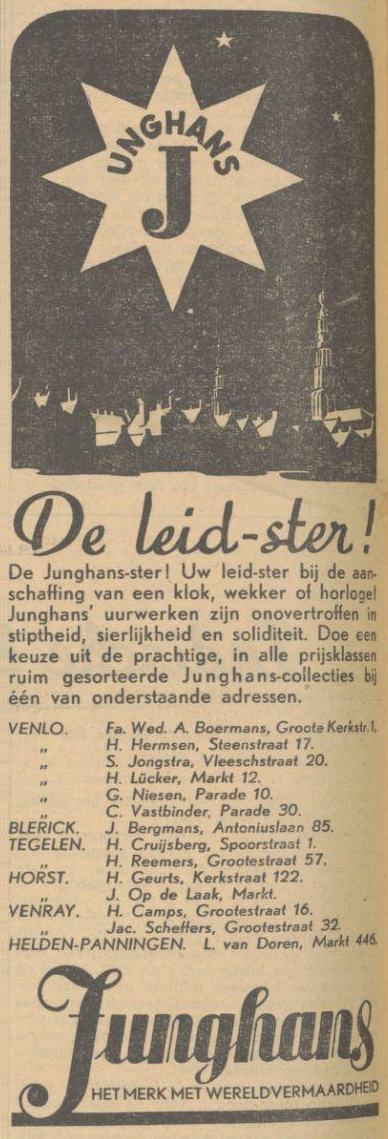
Junghans-reclame (1938)

Reclame werkt – hoewel geen concrete feiten over de exacte werking bekend zijn – in principe volgens de redenering dat een wervende boodschap 
- de aandacht moet trekken, desnoods door te schokken;
- een herkenbaar voordeel moet inhouden voor de ontvanger daarvan: plezier, de snelle bevrediging van een behoefte of een direct, echt voordeel zoals korting;
- het verlangen tot een aanschaf of een daad moet opwekken;
- een manier moet bieden om het voordeel te realiseren.

Dit bekende model dat de werking van reclame beschrijft noemt men het AIDA-model: attention, interest, desire, action: de aandacht opwekken, de interesse wekken, het verlangen opwekken, tot actie overhalen.

## Uitvoering
In reclame wordt er meestal gebruikgemaakt van advertenties, een aan de betrokkene beschikbaar gesteld deel van een medium, waarin hij zijn boodschap kan plaatsen (waarbij vrijwel altijd ook inhoudelijke voorwaarden van het betrokken medium gelden). Vaak is daarbij de advertentie qua doel en afzender te onderscheiden is van de rest van het medium maar dat hoeft niet zo te zijn. Bij sluikreclame is de reclameboodschap geheel geïntegreerd in de inhoud van het medium. Er bestaan niet-reclamedragende media, reclamedragende media en reclamemedia.
Bij 'gratis reclame' wordt de term 'reclame' wellicht oneigenlijk gebruik, omdat het dan vaak gaat om een niet-geautoriseerde of zelfs om een door de betrokkene in het geheel niet gewenste aanbeveling (bijvoorbeeld voor een boek dat uitverkocht is). Onder 'gratis reclame' kunnen vallen bijvoorbeeld mond-tot-mond-reclame, het onverplicht vermelden van een bedrijf of product in een kranten- of tijdschriftartikel of ander persmedium. Reclamemakers zullen vaak zo veel mogelijk deze effecten van reclame trachten te sturen. Meestal wordt dit sturen gezien als een taak van de pr (public relations).
Vaak wordt er onderscheid gemaakt tussen reclame en promotie, waarbij dat laatste slaat op directe ondersteuning van de feitelijke verkoop, terwijl reclame ook als doel kan hebben het versterken van een imago.

## Reclamemedia

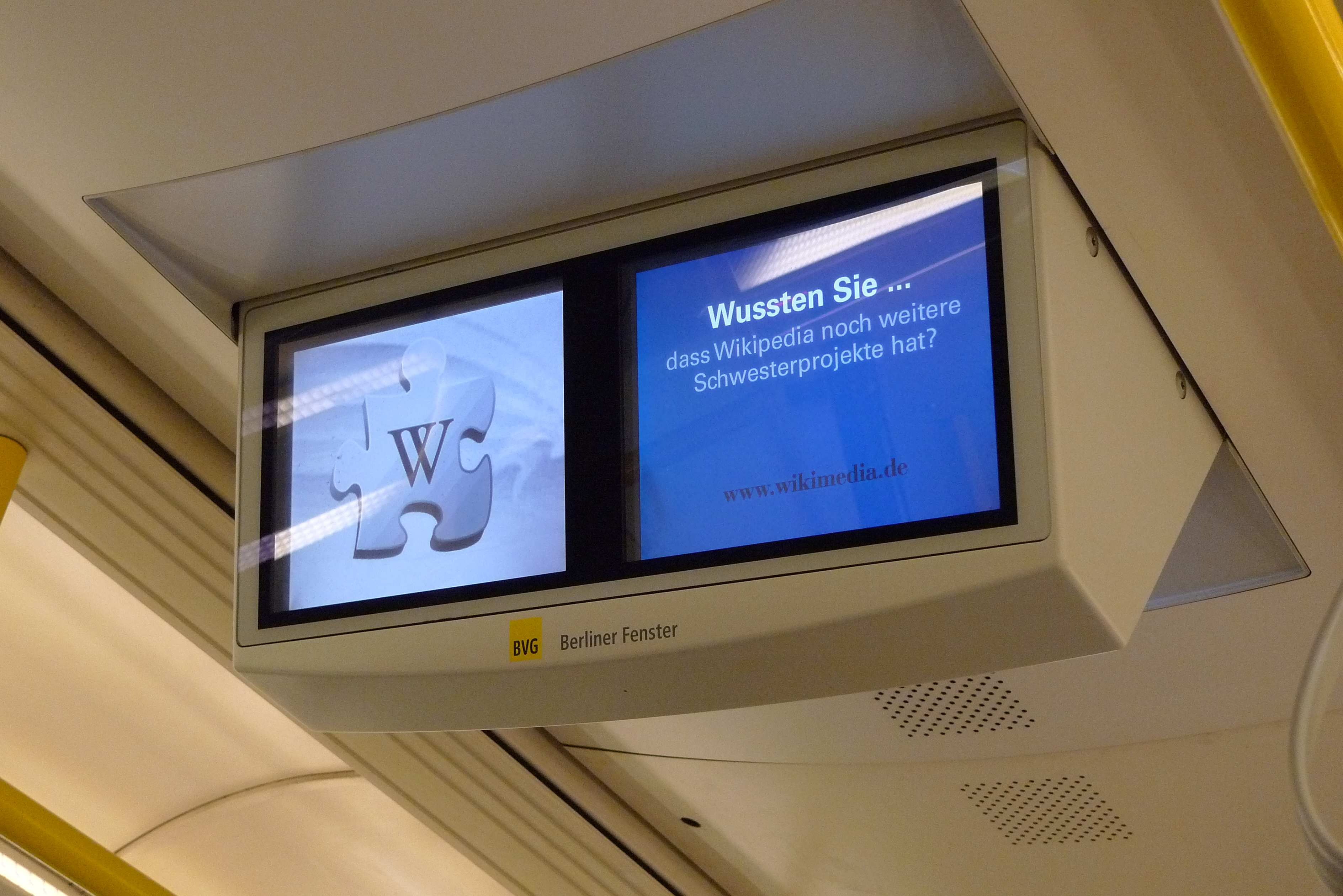
Een reclamespotje op de metro van Berlijn voor de zusterprojecten van Wikipedia

Veelgebruikte media voor reclameboodschappen zijn: posters, reclameborden, folders, advertenties op radio en televisie, dia's of promotiefilms in de bioscoop, banners op internetpagina's, advertenties in kranten en tijdschriften, de zijkanten van trams, bussen, taxi's en auto's, gevels (muurschilderingen en neonreclame), de achterkant van toegangsbewijzen van grote evenementen, reclame aan fietsen; bordjes voor of achter op de fiets en reclame in het wiel zelf.
Vrijwel elk voorwerp is in principe geschikt om als reclamemiddel of -drager te fungeren, zelfs kleding (T-shirts bijvoorbeeld) vaak gebruikt in vormen van sport zoals onder andere voetbal, wielrennen of schaatsen. Ook op lichamen (bijvoorbeeld bij kickboksen) wordt reclame gemaakt. Voor het vormgeven van een campagne wordt vrijwel altijd een reclamebureau ingezet.
Sluikreclame is eigenlijk een vorm van promotie, omdat het geen directe aanbeveling in zich draagt, hooguit een impliciete: het blijft een subtekst. Het gaat dan om het beschikbaar stellen van producten voor televisieprogramma's of films zodat deze producten zichtbaar en identificeerbaar zijn voor de kijker. Voorbeelden van dit laatste zijn bijvoorbeeld de producten van een bouwmarkt in een klusprogramma, een duidelijk zichtbaar merk op een personal computer, of bepaalde herkenbare versnaperingen. Dit heet wel product placement: bepaalde producten worden immers midden in de uitzending "geplaatst". Product placement is lange tijd verboden geweest op de Nederlandse televisie en radio.
De effectiviteit van reclame en marketing in het algemeen is onbewezen. Tegenstanders van reclame wijzen op de natuurlijk behoeften van mensen die tot afname van producten zullen leiden. Voorstanders wijzen op hun beurt op de 'noodzaak' om over nieuwe producten 'informatie' naar buiten te brengen.
De televisiereclame werd voorheen beschouwd als het effectiefste kanaal voor massamarketing. Dit vindt nog uiting in de hoge prijzen die omroepen vragen voor de reclamezendtijd tijdens populaire televisie-uitzendingen. Naast deze kostbare vorm van adverteren is het zogenaamde ad-insertion in opkomst in Nederland en België. Deze vorm van televisiereclame maakt promotie van een bedrijf of product ook bereikbaar voor kleinere en minder vermogende ondernemingen.
Sinds de opkomst van internet is ook dit medium ontdekt door bedrijven en reclamebureaus. De prijzen van advertentieplekken op het wereldwijde web zijn afhankelijk van de relevantie van de reclame-uiting in relatie tot de rest van de pagina en de populariteit van de pagina. Tegenwoordig is pixeladverteren een zéér snel groeiende markt. Ook via e-mail en mobiele telefoons wordt reclame verspreid. Ongevraagde reclame-uitingen via de e-mail heten spam.
Daarnaast worden populaire vloggers gebruikt om bepaalde producten te vermarkten.
Ook in computerspellen kan reclame worden getoond, dit staat met een Engels woord bekend onder de naam in-game advertising.

## Reclametechnieken
Reclamemakers gebruiken verschillende technieken om consumenten te overtuigen.
- Herhaling: Om te zorgen dat hun product of merk goed herkend wordt, gebruiken veel reclamemakers herhaling. Een goed voorbeeld hiervan zijn de herhalingen binnen hetzelfde reclameblok. De hoeveelheid herhaling wordt vaak als reclamedruk omschreven.
- Groepsgeest: Door te impliceren dat al veel mensen het product gebruiken, spelen de reclamemakers zowel in op het gevoel 'erbij te willen horen', als op de vermeende risicoreductie die hiervan uit gaat.
- Getuigenissen: Om de superieure kwaliteit van hun product aan te tonen, gebruiken reclamemakers verklaringen van gewone gebruikers, experts of allebei. Ook worden hiervoor bekende personen gebruikt. In het reclamejargon wordt hiervoor de Engelse term testimonials gebruikt.
- Actiegeoriënteerd: Door mensen onder druk zetten om snel te kiezen zonder al te veel bedenktijd hopen reclamemakers impulsaankopen te genereren.
- Associatie: Reclamemakers proberen hun product te associëren met aangename of begeerlijke dingen (bijvoorbeeld bij erotisatie) om hun eigen product even begerig te maken.  Hiervoor gebruiken ze modellen, landschappen en ander vergelijkbaar beeldmateriaal.
- Slagzinnen of slogans: faciliteert de herinnering aan het aanbod.
- Cognitieve stijl: Techniek om mensen op een of meerdere van hun mentale denkstijlen aan te spreken: logisch; pragmatisch; emotioneel of creatief.
- Aspirationele leeftijd: Door de boodschap te richten op de aspirationele leeftijd van de doelgroep, wordt deze voor de daadwerkelijke doelgroep aantrekkelijker.
- Teasing: Een techniek waarbij de reclamemakers de nieuwsgierigheid van de consument willen prikkelen, vaak door het geven van een voorproefje: ze doen de consument gissen of verlangen naar het eigenlijke product dat achter de advertentie zit. Deze techniek werkt vaak met symbolen. De teaser is extra effectief als deze tot nadenken aanzet.
- Buzzen: Door een zogenaamde buzzer een artikel te laten uitproberen, kan deze in zijn omgeving voor mond-tot-mondreclame zorgen. Zeker bij nieuwe artikelen kan dit snel voor goede naamsbekendheid zorgen.
- Virals: Een relatief nieuwe techniek waarbij het doel is dat de consument via (digitale) sociale netwerken de reclameboodschap doorstuurt. Dit kan bijvoorbeeld een grappig filmpje, webspelletje of een prijsvraag zijn. In het laatste geval is doorsturen vaak een vereiste om kans op de prijzen te maken.
- Sex sells: erotiek wekt bij een grote doelgroep verlangen in de hand.
- Infotainment: Reclame verpakken als neutraal ogende informatie.
- Symptoomreclame: Waar reclame voor een bepaald product niet is toegestaan (vanwege bijv. wetgeving), kan dit worden omzeild door reclame te maken voor de gedraging die gepaard gaat met het betreffende product.

## Regelgeving en toezicht

### Europese Unie

#### Richtlijn misleidende en vergelijkende reclame 2006
Op Europees niveau kwam op 12 december 2006 Richtlijn 2006/114/EG inzake misleidende reclame en vergelijkende reclame tot stand. Deze richtlijn beoogt de consument, maar ook ondernemingen en het publiek in het algemeen te beschermen. Deze richtlijn voorziet in minimumharmonisatie, wat inhoudt dat de Europese lidstaten strengere wetgeving kunnen aannemen.
De richtlijn verbiedt misleidende en vergelijkende reclame. Misleidende reclame wordt gedefinieerd als:
elke vorm van reclame die op enigerlei wijze, daaronder begrepen haar opmaak, de personen tot wie zij zich richt of die zij bereikt, misleidt of kan misleiden en die door haar misleidende karakter hun economische gedrag kan beïnvloeden, of die om die redenen een concurrent schade toebrengt of kan toebrengen.
Vergelijkende reclame is:
elke vorm van reclame waarbij een concurrent dan wel door een concurrent aangeboden goederen of diensten uitdrukkelijk of impliciet worden genoemd.

#### Richtlijn oneerlijke handelspraktijken 2005
Op 11 mei 2005 kwam Richtlijn 2005/29/EG betreffende oneerlijke handelspraktijken van ondernemingen jegens consumenten op de interne markt tot stand. Deze richtlijn verbiedt oneerlijke handelspraktijken, waaronder agressieve en/of misleidende reclame valt.

### Nederland
De Reclame Code Commissie (RCC) heeft in de Nederlandse Reclame Code (NRC) bepaalde richtlijnen opgesteld voor reclame. Adverteerders zijn echter niet verplicht zich daaraan te houden. Reclame voor tabak is in Nederland wettelijk verboden.
Zie ook Stichting Ideële Reclame (SIRE) en Stichting Ether Reclame (Ster).

### België
Artikel I.8, 13° van het Wetboek van Economisch Recht definieert reclame als "iedere mededeling die rechtstreeks of onrechtstreeks ten doel heeft de verkoop van producten te bevorderen, ongeacht de plaats of de aangewende communicatiemiddelen". Het gaat hierbij zowel over hoorbare als zichtbare gegevens. Volgens het Hof van Justitie vallen domeinnamen en metatags ook onder reclame.
Reclame is een handelspraktijk, maar niet elke handelspraktijk is reclame.
Het basisprincipe is dat reclame is toegelaten in zoverre het beantwoordt aan de vereisten die boek VI van het Wetboek van Economisch Recht stelt met betrekking tot reclame en oneerlijke handelspraktijken ten aanzien van consumenten of andere ondernemingen. Daarnaast bestaan er ook sectorale reglementeringen met betrekking tot bepaalde goederen en diensten, bijvoorbeeld geneesmiddelen en voedingswaren. Andere regels hebben louter betrekking op het medium waarop reclame wordt gevoerd waarbij het voornamelijk om radio en televisie gaat.
Elke reclame voor consumenten die melding maakt van een prijs, moet de prijs vermelden in euro, inclusief btw en alle overige kosten e.d. die door de consument worden betaald.

#### Bescherming van andere ondernemingen: vergelijkende reclame

##### Definitie
Vergelijkende reclame is "elke vorm van reclame waarbij een concurrent dan wel door een concurrent aangeboden goederen of diensten uitdrukkelijk of impliciet worden genoemd". Hierbij is niet vereist dat de consument die kennisneemt van de reclame zonder verder onderzoek de concurrenten zou kunnen herkennen of identificeren. 
Deze reclame moet verwijzen naar een concurrent of zijn goederen of diensten. Er is sprake van een concurrent wanneer vanuit het oogpunt van de consument de goederen of diensten substitueerbaar zijn.

##### Toelaatbaarheid
Vergelijkende reclame is slechts toegelaten indien aan alle volgende voorwaarden wordt voldaan:
- de reclame mag niet misleidend zijn;
- de reclame vergelijkt goederen of diensten die in dezelfde behoeften voorzien of bestemd zijn voor hetzelfde doel;
- op objectieve wijze een of meer wezenlijke, relevante, controleerbare en representatieve kenmerken van deze goederen en diensten, waartoe ook de prijs kan behoren, met elkaar vergelijkt;
- er niet toe leidt dat onder ondernemingen de adverteerder met een concurrent, of de merken, handelsnamen, andere onderscheidende kenmerken, goederen of diensten van de adverteerder met die van een concurrent worden verward;
- niet de goede naam schaadt van en zich niet kleinerend uitlaat over de merken, handelsnamen, andere onderscheidende kenmerken, goederen, diensten, activiteiten of omstandigheden van een concurrent;
- voor goederen met een benaming van oorsprong in elk geval betrekking heeft op goederen met dezelfde benaming;
- geen oneerlijk voordeel oplevert ten gevolge van de bekendheid van een merk, handelsnaam of andere onderscheidende kenmerken van een concurrent dan wel van de oorsprongsbenamingen van concurrerende goederen;
- goederen of diensten niet voorstelt als een imitatie of namaak van goederen of diensten met een beschermd handelsmerk of beschermde handelsnaam.

Hoewel merkhouders een exclusief gebruiksrecht hebben op hun geregistreerde merk, stelt het Hof van Justitie dat men in vergelijkende reclame beschermde merken van concurrenten moet kunnen gebruiken om zo tot een daadwerkelijke vergelijking te kunnen omen.

#### Consumentenbescherming: oneerlijke handelspraktijken
Artikel VI.97 e.v. WER handelen over misleidende handelspraktijken ten aanzien van consumenten. Ook reclame valt hieronder.

## Trivia
- Naar aanleiding van het Kinder- en Jeugdboekencongres in Delft in 1963 besloot uitgeverij Van Holkema & Warendorf in 1968 de eerste televisiereclame in Nederland voor een boek(enreeks) te maken. Het 15 seconden durende animatiefilmpje van Pinkeltje werd geproduceerd door Toonder Studio's.[11][12]